# Rolls-Royce Gem
Il Rolls-Royce Gem è un motore aeronautico turboalbero prodotto dall'azienda britannica Rolls-Royce Limited dalla fine degli anni sessanta.

## Aeromobili utilizzatori
Regno Unito
- AgustaWestland AW129
- Westland Lynx